# Liophis guentheri
Liophis guentheri este o specie de șerpi din genul Liophis, familia Colubridae, descrisă de Peracca 1897. Conform Catalogue of Life specia Liophis guentheri nu are subspecii cunoscute.